# Coupe du Kazakhstan de football 1993
Navigation
Édition précédente Édition suivante
La Coupe du Kazakhstan 1993 est la 2e édition de la Coupe du Kazakhstan depuis l'indépendance du pays. Elle prend place du 24 mars au 8 novembre 1993.
Cette édition concerne les 26 clubs de la première division 1993 ainsi que le Metallist Petropavl.
La compétition est remportée par le Dostyk Almaty qui s'impose en finale contre le Taraz Djamboul pour remporter sa première coupe nationale.

## Premier tour
Cette phase concerne seulement vingt-deux équipes, les cinq autres participants passant directement au tour suivant.
| Date         | Club                        | Score                | Club                         |
| ------------ | --------------------------- | -------------------- | ---------------------------- |
| 24 mars 1993 | Tselinnik Akmola (D1)       | 0 - 1                | (D1) Dostyk Almaty           |
| 26 mars 1993 | Ajar Kökşetaw (en) (D1)     | 2 - 2 ap (3 - 5 tab) | (D1) Bolat Temirtaw (en)     |
| 26 mars 1993 | Aktioubinets Aktobe (D1)    | 0 - 1                | (D1) Chakhtior Karagandy     |
| 2 avril 1993 | Kaïrat Almaty (D1)          | Forfait              | Metallist Petropavl          |
| 2 avril 1993 | Namys Almaty (en) (D1)      | 1 - 3                | (D1) Gorniak Khromtaou (en)  |
| 2 avril 1993 | Ouralets Oural (D1)         | 2 - 2 ap (4 - 3 tab) | (D1) Vostok Öskemen          |
| 2 avril 1993 | Mounaïshi Aqtaw (D1)        | 1 - 2                | (D1) FK Kökşetaw             |
| 2 avril 1993 | Iassi Turkestan (en) (D1)   | 1 - 0                | (D1) Ienbek Jezqazğan (en)   |
| 5 avril 1993 | Batyr Ekibastouz (D1)       | 2 - 2 ap (3 - 4 tab) | (D1) Taraz Djamboul          |
| 5 avril 1993 | SKIF-Ordabasy Chimkent (D1) | 3 - 1                | (D1) Kaysar Kyzylorda        |
| 5 avril 1993 | Ansat Pavlodar (D1)         | 3 - 1                | (D1) Karachaganak Aksay (en) |

## Huitièmes de finale
| Date         | Club                        | Score   | Club                        |
| ------------ | --------------------------- | ------- | --------------------------- |
| 6 avril 1993 | Dinamo Almaty (en) (D1)     | 2 - 1   | (D1) Khimik Kostanaï        |
| 2 mai 1993   | Gorniak Khromtaou (en) (D1) | Forfait | (D1) Kaïrat Almaty          |
| 2 mai 1993   | Spartak Semeï (D1)          | Forfait | (D1) Jiger Chimkent (ru)    |
| 2 mai 1993   | Ansat Pavlodar (D1)         | Forfait | (D1) FK Taldykourgan        |
| 2 mai 1993   | FK Kökşetaw (D1)            | 2 - 1   | (D1) Bolat Temirtaw (en)    |
| 2 mai 1993   | Taraz Djamboul (D1)         | 2 - 0   | (D1) SKIF-Ordabasy Chimkent |
| 2 mai 1993   | Chakhtior Karagandy (D1)    | 6 - 0   | (D1) Iassi Turkestan (en)   |
| 23 mai 1993  | Dostyk Almaty (D1)          | 3 - 1   | (D1) Ouralets Oural         |

## Quarts de finale
| Date         | Club                        | Score                | Club                     |
| ------------ | --------------------------- | -------------------- | ------------------------ |
| 11 juin 1993 | Taraz Djamboul (D1)         | 3 - 0                | (D1) Chakhtior Karagandy |
| 11 juin 1993 | Spartak Semeï (D1)          | 0 - 0 ap (3 - 4 tab) | (D1) Ansat Pavlodar      |
| 20 juin 1993 | Gorniak Khromtaou (en) (D1) | 0 - 1                | (D1) Dinamo Almaty (en)  |
| 20 juin 1993 | Dostyk Almaty (D1)          | Forfait              | (D1) FK Kökşetaw         |

## Demi-finales
| Date            | Club                    | Score | Club                |
| --------------- | ----------------------- | ----- | ------------------- |
| 20 juillet 1993 | Taraz Djamboul (D1)     | 1 - 0 | (D1) Ansat Pavlodar |
| 8 août 1993     | Dinamo Almaty (en) (D1) | 1 - 2 | (D1) Dostyk Almaty  |

## Finale
Cette finale oppose le Dostyk Almaty au Taraz Djamboul. Le Dodtyk dispute à cette occasion sa première finale de coupe tandis que le Taraz atteint pour la deuxième année de suite, s'étant incliné lors de la finale de 1992.
La rencontre est disputée le 8 novembre 1993 au stade central d'Almaty. L'ouverture du score intervient à la demi-heure de jeu lorsque Roman Louchkine donne l'avantage au Dostyk. Le Taraz réagit dix minutes par l'intermédiaire d'Aleksandr Chmarikov avant que Louchkine ne marque un deuxième but pour redonner l'avantage aux Almatois juste avant la mi-temps. Peu après le début de la deuxième période, les visiteurs égalisent sur un but d'Igor Avdeïev (en) mais finissent par sombrer juste après l'heure de jeu lorsque Vassili Chanine puis Louchkine, auteur d'un triplé, portent le score à 4-2 en faveur du Dostyk. Le résultat ne bouge plus ptar le suite et permet au club d'Almaty de remporter sa première coupe nationale.
| Entraîneur :            |
| Vladimir Nikitenko (ru) |

| Entraîneur :      |
| Viatcheslav Khvan |

| Entraîneur :            |
| Vladimir Nikitenko (ru) |

| Entraîneur :      |
| Viatcheslav Khvan |